# كاري وونغ
كاري وونغ (بالصينية: 黄思恬؛ بالإنجليزية: Carrie Wong) هي عارضة وممثلة سنغافورية، ولدت في 1994 في سنغافورة.